# Yasynuvata
Yasynuvata (tiếng Ukraina: Ясинувата) là một thành phố của Ukraina. Thành phố này thuộc tỉnh Donetsk. Thành phố này có diện tích 19 km2, dân số theo điều tra dân số năm 2001 là 37552 người.